# Пултуськ (метеорит)
Пултуський метеорит (Pułtusk) — залишки небесного тіла, яке після розпаду в атмосфері впало у вигляді метеорного дощу на північний схід від Пултуська 30 січня 1868 року.
Відноситься до групи звичайних хондритів (H5).

## Загальна інформація
- Площа падіння - 127 км²
- Загальна вага метеоритів - 8863 кг
- Кількість екземплярів – 68 780 (зазвичай по кілька грамів кожен)
- Найбільший знайдений екземпляр - 9095 г

## Структура

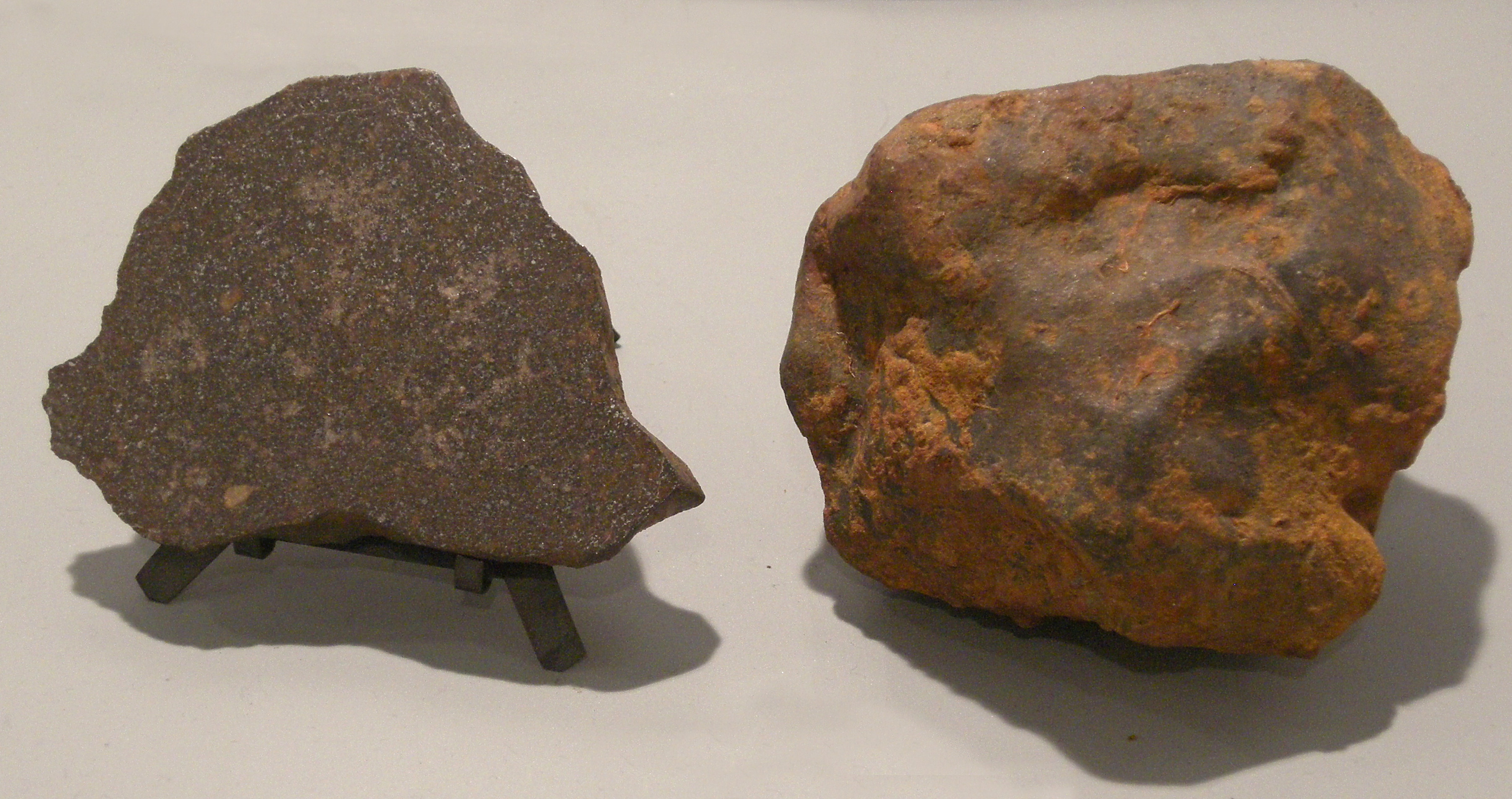
Пултуський метеорит

Пултуський метеорит має брекчієву структуру, що означає, що він складається з дрібних уламків гірських порід. Крихти складаються з піроксенових або олівінових хондр, розподілених у олівіновій масі плагіоклазу. Є також камасит (залізо).

## Хімічний склад

Хімічний склад і його перетворення в мінеральні частки.

Склад Пултуського метеорита в % за вагою:
- SiO2 36,44
- TiO2 0,18
- Al2O3 1,88
- Fe металеве 17,62
- Cr2O3 0,37
- FeO 9,48
- Ni в метеоритному залізі 9,13
- MnO 0,25
- MgO 23,75
- Fe як сульфід заліза 3,80
- CaO 1,82
- Na 2 O 0,83
- S у вигляді сульфіду заліза 2,17
- K2O 0,09
- P2O5 0,22
- Загальний вміст заліза 27,19
- Fe 16,02
- Ni 1,61
- FeS 5,97
- Разом 98,91

## Місце походження
Батьківським тілом метеорита є ймовірно астероїд (6) Геба. Перші розрахунки траєкторії об'єкта були зроблені Йоганном Готфрідом Галле, відкривачем планети Нептун. Він дійшов висновку, що тіло раніше перебувало на гіперболічній орбіті і, таким чином, прибуло з-за меж Сонячної системи. Такий погляд зберігався до 1940-х років. Точніші розрахунки встановили, що орбіта об’єкта була еліптичною. Звідси висновок, що місце походження Пултуського метеорита слід шукати в Сонячній системі. Це також вказувало на те, що материнське тіло слід шукати серед астероїдів, що обертаються навколо Сонця у внутрішній частині поясу астероїдів.

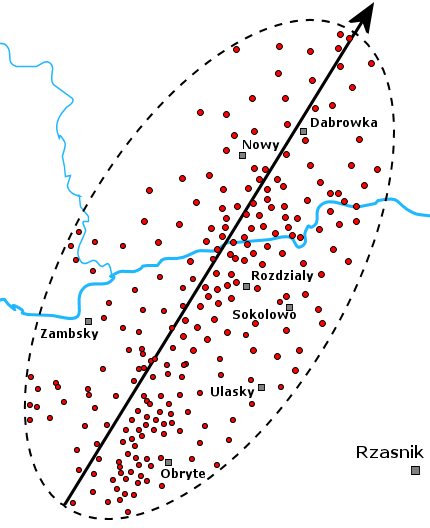
Еліпс падіння Пултуського метеорита

## Колекції
Падіння було видно по всій тогочасній Польщі аж до Львова, а також у Вроцлаві та Кенігсберзі. Зразки цього падіння є одними з найчисленніших польських метеоритів і доступні в усіх великих геологічних музеях Польщі. У власності Польщі знаходиться близько 700 фрагментів. Решта здебільшого знаходиться в музеях і колекціях інших країн. Найбільші екземпляри впали поблизу Ржевно. Падіння цього метеорита описується як найбільший кам'яний метеоритний дощ у світі.

## Виноски
1. ↑  Jackowicz, Elżbieta. Meteoryt Pułtusk. Muzeum Geologiczne Państwowego Instytutu Geologicznego. Архів оригіналу за 28 травня 2006. Процитовано 17 лютого 2023.
2. ↑  Meteoryt Pułtusk, 30 stycznia 1868 r. Uniwersytet Warszawski. 19 вересня 2002. Архів оригіналу за 4 грудня 2012. Процитовано 17 лютого 2023.
3. ↑  J. Biała, Meteoryt Pułtusk, największy deszcz meteorytów kamiennych, Warszawa 2008, s. 45.
4. ↑  J. Biała (red.), Meteoryt Pułtusk, największy deszcz meteorytów kamiennych, Warszawa 2008, s. 11.